# Atrociraptor
Atrociraptor (Atrociraptor marshalii) – teropod z rodziny dromeozaurów (Dromaeosauridae); jego nazwa oznacza "okrutny rabuś Marshala".
Żył w epoce późnej kredy (ok. 70-65 mln lat temu) na terenach Ameryki Północnej. Długość ciała ok. 70 cm, masa ciała ok. 10 kg. Jego szczątki znaleziono w Kanadzie (w prowincji Alberta). Atrociraptor przypuszczalnie posiadał pióra i polował w stadach.